# Paweł Markiefka
Paweł Markiefka (ur. 1 marca 1913 w Świętochłowicach, zm. 7 listopada 1942 tamże) – robotnik, działacz KZMP i Rewolucyjnego Ruchu Oporu w czasie okupacji.

## Życiorys
Urodzony w rodzinie robotniczej, syn Józefa i Joanny z Ihnów. Po ukończeniu szkoły powszechnej pracował w kopalni "Matylda", równocześnie rozpoczął działalność w KZMP. Wkrótce za akcję agitacyjną wśród robotników został zwolniony z pracy. Już w 1932 należał do czołowych działaczy KZMP na Górnym Śląsku; był wówczas współorganizatorem zlotu młodzieży Górnego Śląska i Zagłębia Dąbrowskiego w Murckach. Śledzony przez policję, był parę razy doraźnie aresztowany. W 1933 został wysłany do szkoły Międzynarodówki Komunistycznej w Moskwie. Po powrocie, prawdopodobnie na początku 1934 wszedł w skład Komitetu Okręgowego (KO) KZMP Górnego Śląska. W sprawozdaniu wojewody śląskiego o ruchu wywrotowym w roku 1934 był wymieniony wśród najaktywniejszych działaczy KZMP. Działał w Świętochłowicach. Tu został między 22 a 24 stycznia 1935 aresztowany i skazany 13 sierpnia 1925 na rok więzienia z zaliczeniem aresztu śledczego. Po odbyciu kary otrzymał zadanie odbudowy rozbitej organizacji. Jako członek Egzekutywy KO KZMP koncentrował się na tworzeniu komórek Związku w kopalniach. Na początku 1936 wraz z innymi czołowymi górnośląskimi kazetempowcami został ponownie uwięziony; po kilku miesiącach, na mocy wyroku Sądu Okręgowego w Katowicach, zwolniony z braku dowodów winy. Według źródeł policyjnych w 1937 był sekretarzem Komitetu Dzielnicowego KZMP w Lipinach.
Prowadził działalność w legalnych organizacjach młodzieżowych, m.in. w Robotniczym Klubie Sportowym "Naprzód" w Świętochłowicach; klub ten jednakże 13 lipca 1937 policja rozwiązała. W połowie marca 1938 został z grupą czołowych górnośląskich komunistów wysłany do obozu w Berezie Kartuskiej, skąd zwolniono go 17 grudnia. W przededniu wojny zgłosił się na ochotnika do wojska, ale nie został przyjęty. Po klęsce wrześniowej pracował na kolei w Świętochłowicach. Wraz z innymi komunistami podjął w 1940 działalność w organizacji "Grupa Antyfaszystowska", przekształconej następnie w "Rewolucyjny Ruch Oporu". Na początku 1942 spowodował wykolejenie w Chebziu pociągu wiozącego rudę do Huty Pokój. Odtąd musiał się ukrywać, jednak 7 listopada 1942 dom, w którym nocował, został otoczony przez gestapowców. Próbował ucieczki, jednak w pobliżu Huty Zgoda został ciężko ranny w brzuch. Przewieziono go do szpitala w Świętochłowicach, gdzie gestapo usiłowało wydobyć od niego zeznania. Nikogo nie wydał. Zmarł po paru godzinach. Andrzej Wydrzyński przedstawił jego ostatnie godziny w opowiadaniu oraz w sztuce telewizyjnej pt. "Odwrócone niebo".